# Максимово (Нижньогородська область)
Максимово (рос. Максимово) — присілок в Ковернинському районі Нижньогородської області Російської Федерації.
Населення становить 72 особи. Входить до складу муніципального утворення Гавриловська сільрада.

## Історія
Від 2009 року входить до складу муніципального утворення Гавриловська сільрада.

## Населення
| 2002 | 2010 |
| ---- | ---- |
| 67   | ↗72  |